# Форбс (гора)
Форбс (англ. Mount Forbes) — седьмая по высоте вершина в Канадских Скалистых горах, 5-я по высоте гора Альберты и самая высокая гора в национальном парке Банф в Альберте. Расположена в 18 км к юго-западу от пересечения парка рекой Саскачеван. Гора была названа Джеймсом Гектором в 1859 году в честь Эдварда Форбса (1815—1854), профессора естественной истории в Эдинбургском университете. 
Впервые на гору Форбс поднялись 10 августа 1902 года швейцарские братья Кристиан и Ханс Кауфманны под руководством британских джентльменов Дж. Нормана Колли, Джеймса Аутрама, Хью Э. М. Статфилда, Джорджа М. Вида и Германа Вулли. Эта гора имеет профиль зуба акулы: «Поразительный пик, который виден из многих частей хребта. Обычный маршрут, северо-западная стена и северный хребет — всё это стоит того, чтобы подняться».

## Туризм
Разработано несколько маршрутов для восхождения на гору Форбс, в том числе:
- Западный хребет (нормальный маршрут) III
- Вариант по северо-западному склону III
- По западному хребту Роситы III 5,3

## Галерея

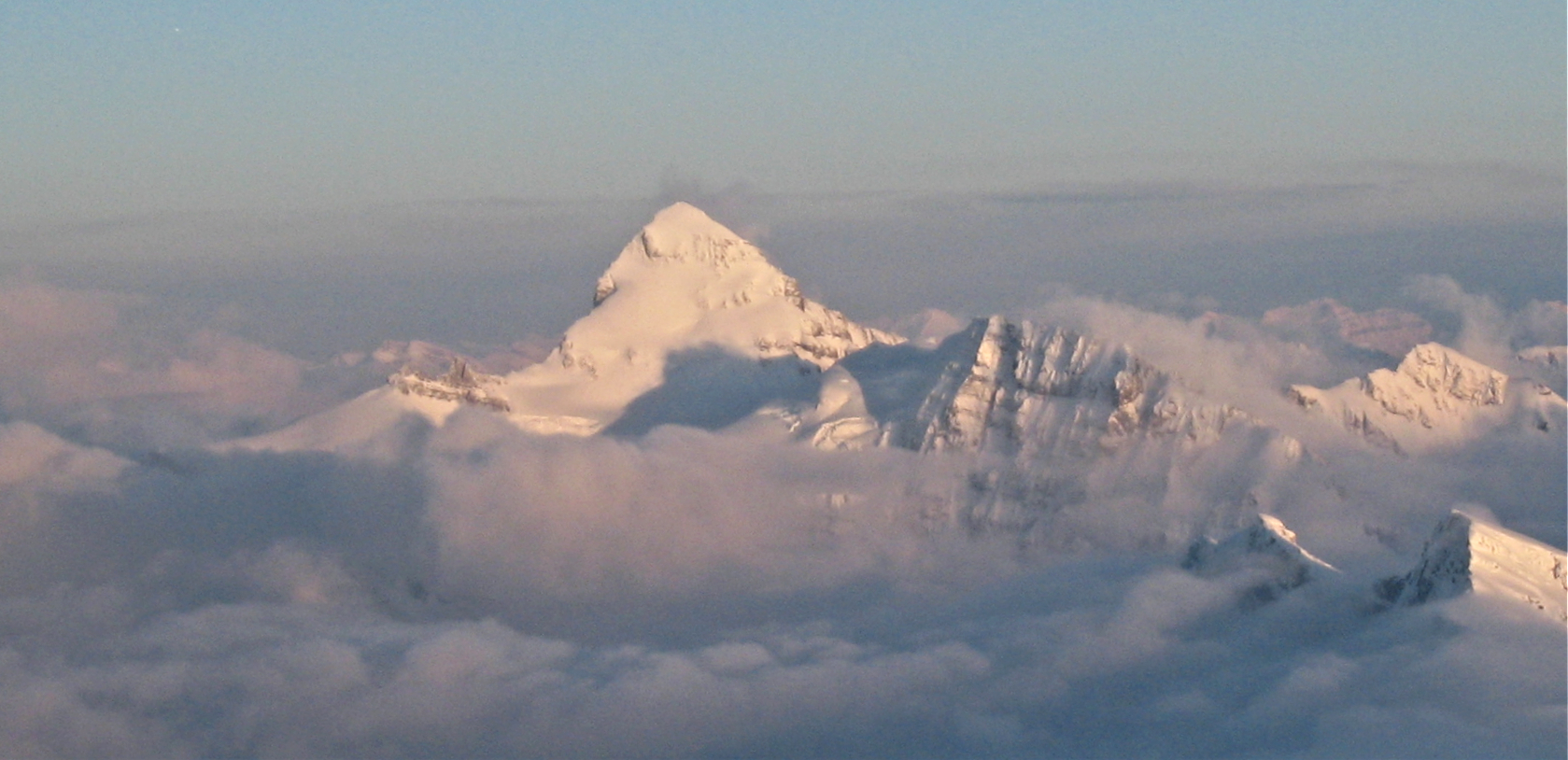
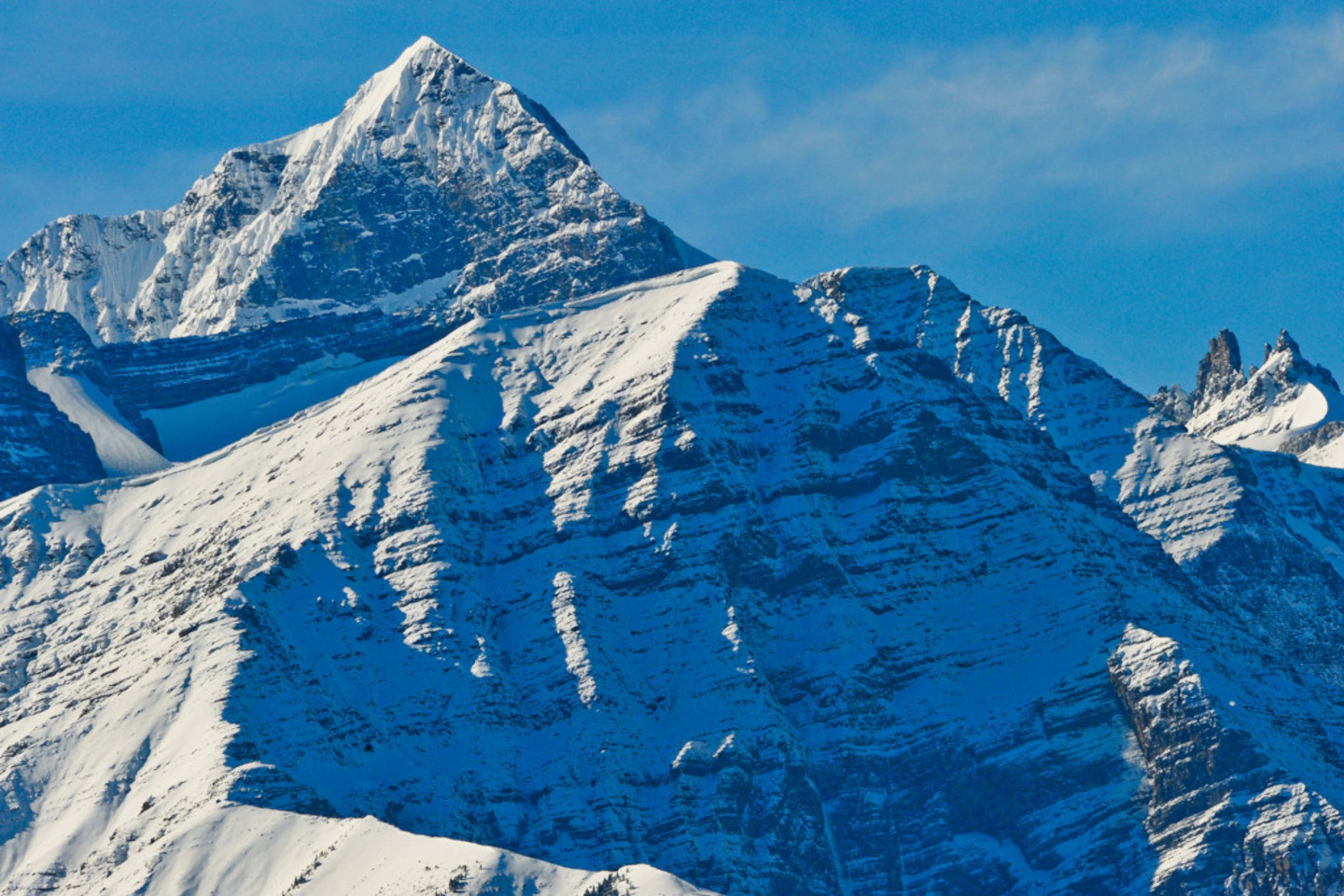
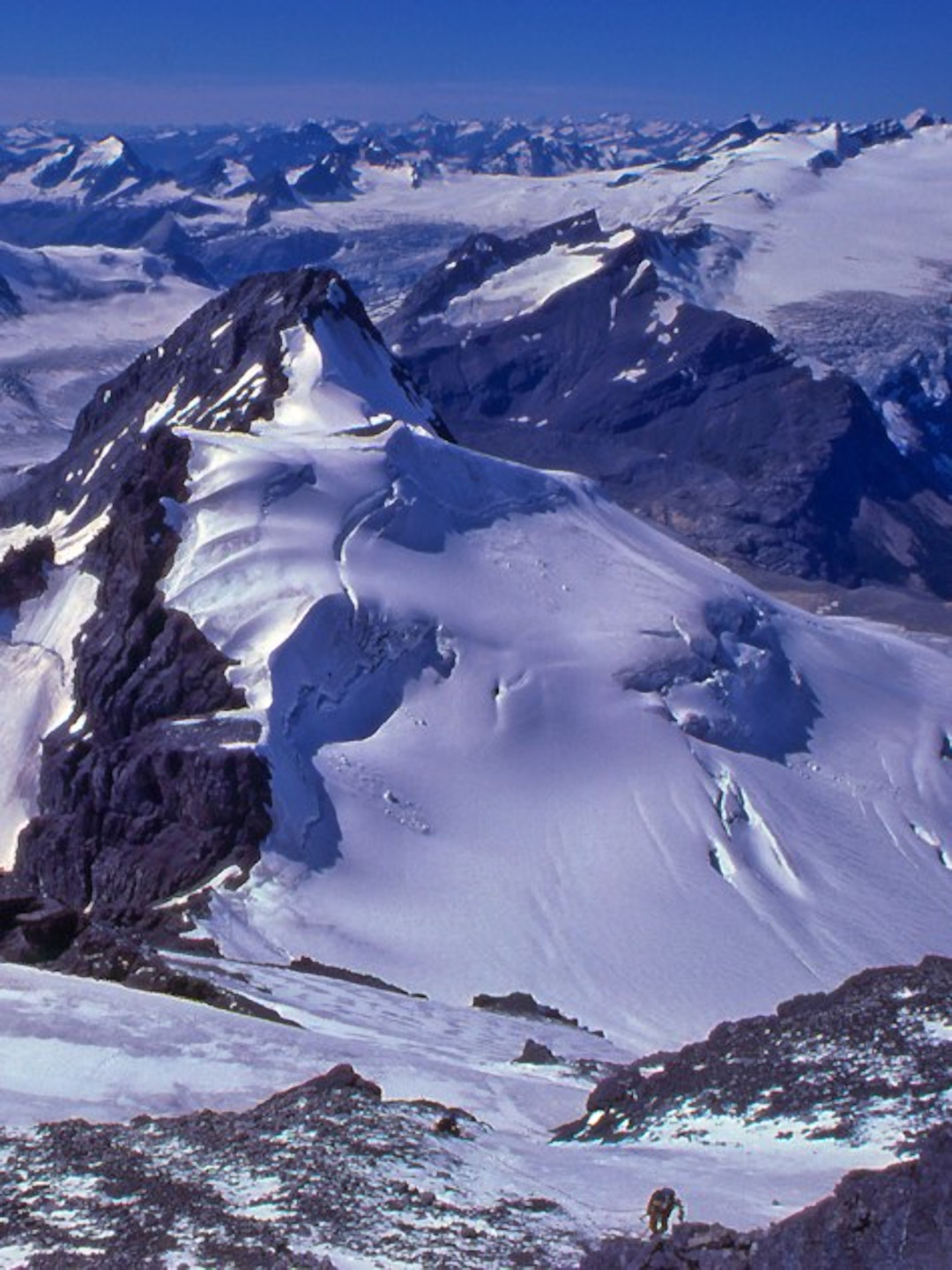